# روي كوشران
روي كوشران (بالإنجليزية: Roy Cochran)‏ هو منافس ألعاب قوى أمريكي، ولد في 6 يناير 1919 في ريتشتون في الولايات المتحدة، وتوفي في 26 سبتمبر 1981 في غيغ هاربور في الولايات المتحدة.

## وصلات خارجية
- روي كوشران على موقع الاتحاد الأمريكي لسباقات المضمار والميدان (الإنجليزية)
- روي كوشران على موقع الاتحاد الأمريكي لسباقات المضمار والميدان، قاعة المشاهير (الإنجليزية)
- روي كوشران على موقع أوليمبيديا (الإنجليزية)
- روي كوشران على موقع قاعة ميسيسيبي للمشاهير الرياضية (الإنجليزية)